# Neotinea
Neotinea é um género botânico pertencente à família das orquídeas (Orchidaceae).

## Espécies
1. Neotinea lactea (Poir.) R.M.Bateman, Pridgeon & M.W.Chase, Lindleyana 12: 122 (1997).[2][3][4][5][6]
2. Neotinea maculata (Desf.) Stearn, Ann. Mus. Goulandris 2: 79 (1974 publ. 1975).
3. Neotinea tridentata (Scop.) R.M.Bateman, Pridgeon & M.W.Chase, Lindleyana 12: 122 (1997).
4. Neotinea ustulata (L.) R.M.Bateman, Pridgeon & M.W.Chase, Lindleyana 12: 122 (1997).